# Voodoo Europa
|  | Denne artikel er oprettet af botten PalnaBot ud fra en ekstern database. Den kan derfor have sproglige fejl eller mangler. Denne skabelon kan fjernes efter kontrol af indholdet. |

Voodoo Europa er en film instrueret af Michael Kvium efter manuskript af Michael Kvium.

## Handling
Filmen består af 3 dele: Kroppens Kreds, Psykens Kreds, Talens Kreds. Ni unge kvinder sidder i et sommerhus og drikker. På skift forvandles kvinderne til voodoo-dukker for en fælles besværgelse af den forræderiske, måske endda illusoriske grænse mellem selvet og de andre.